# توكلدوش
 توكلدوش هي عبارة عن مجمع سكني في بيشكيك، عاصمة قرغيزستان. وتعتبر أيضا جزءا من مقاطعة أوكتيابر.